# مونموث
مونموث، أوريغون هي مدينة في ولاية أوريغون الأمريكية

## التركيبة السكانية
حدّد مكتب تعداد الولايات المتحدة بيانات التركيبة السكانية لمونموث في تعداد الولايات المتحدة. في ما يلي، التركيبة السكانية حسب تعدادي 2000 و2010.

### تعداد عام 2000
بلغ عدد سكان مونموث 7,741 نسمة بحسب تعداد عام 2000، وبلغ عدد الأسر 2,757 أسرة وعدد العائلات 1,488 عائلة مقيمة في المدينة. في حين سجلت الكثافة السكانية 1,325.5 نسمة لكل كيلومتر مربع (3,433.0/ميل2). وبلغ عدد الوحدات السكنية 2,934 وحدة بمتوسط كثافة قدره 502.4 لكل كيلومتر مربع (1,301.2/ميل2).
وتوزع التركيب العرقي للمدينة بنسبة 85.67% من البيض و0.92% من الأمريكيين الأفارقة و1.05% من الأمريكيين الأصليين و2.04% من الأمريكيين ذوي الأصول الآسيوية و0.74% من سكان جزر المحيط الهادئ و6.21% من الأعراق الأخرى و3.37% من عرقين مختلطين أو أكثر و9.73% من الهسبانيون أو اللاتينيون من أي عرق.
بلغ عدد الأسر 2,757 أسرة كانت نسبة 28.4% منها لديها أطفال تحت سن الثامنة عشر تعيش معهم، وبلغت نسبة الأزواج القاطنين مع بعضهم البعض 41.7% من أصل المجموع الكلي للأسر، ونسبة 9.4% من الأسر كان لديها معيلات من الإناث دون وجود شريك، بينما كانت نسبة 2.9% من الأسر لديها معيلون من الذكور دون وجود شريكة وكانت نسبة 46% من غير العائلات. تألفت نسبة 24.4% من أصل جميع الأسر من عدة أفراد يعيشون في نفس المنزل ونسبة 7.5% كانت تتألف من شخص يعيش بمفرده يبلغ من العمر 65 عاماً أو أكثر. وبلغ متوسط حجم الأسرة المعيشية 2.50، أما متوسط حجم العائلات فبلغ 3.03.
بلغ العمر الوسطي للسكان 23.1 عاماً. وكانت نسبة 19.5% من القاطنين تحت سن الثامنة عشر، وكانت نسبة 26.1% بين الثامنة عشر والرابعة والعشرين عاماً، ونسبة 20.9% كانت واقعةً في الفئة العمرية ما بين الخامسة والعشرين والرابعة والأربعين عاماً، ونسبة 14.1% كانت ما بين الخامسة والأربعين والرابعة والستين، ونسبة 8.4% كانت ضمن فئة الخامسة والستين عاماً فما فوق. يوجد لكل 100 أنثى 90.6 ذكر، ويوجد لكل 100 أنثى في الثامنة عشر من عمرها فما فوق 84.9 ذكر.
بلغ متوسط دخل الأسرة في المدينة 32,256 دولارًا، أما متوسط دخل العائلة فبلغ 48,600 دولارًا. وكان متوسط دخل الذكور 33,500 دولارًا مقابل 25,185 دولارًا للإناث. وسجل دخل الفرد الخاص بالمدينة 14,474 دولارًا. وكانت نسبة 7.1% من العائلات ونسبة 24.6% من السكان تحت خط الفقر، وكان من هؤلاء نسبة 15.2% تحت سن الثامنة عشر ونسبة 5.6% في الخامسة والستين من العمر وما فوق.

### تعداد عام 2010
بلغ عدد سكان مونموث 9,534 نسمة بحسب تعداد عام 2010، وبلغ عدد الأسر 3,247 أسرة وعدد العائلات 1,769 عائلة مقيمة في المدينة. في حين سجلت الكثافة السكانية 1,632.5 نسمة لكل كيلومتر مربع (4,228.2/ميل2). وبلغ عدد الوحدات السكنية 3,450 وحدة بمتوسط كثافة قدره 590.8 لكل كيلومتر مربع (1,530.2/ميل2).
وتوزع التركيب العرقي للمدينة بنسبة 82.76% من البيض و1.14% من الأمريكيين الأفارقة و1.48% من الأمريكيين الأصليين و3.28% من الأمريكيين ذوي الأصول الآسيوية و0.58% من سكان جزر المحيط الهادئ و6.62% من الأعراق الأخرى و4.14% من عرقين مختلطين أو أكثر و13.43% من الهسبانيون أو اللاتينيون من أي عرق.
بلغ عدد الأسر 3,247 أسرة كانت نسبة 26.8% منها لديها أطفال تحت سن الثامنة عشر تعيش معهم، وبلغت نسبة الأزواج القاطنين مع بعضهم البعض 41.8% من أصل المجموع الكلي للأسر، ونسبة 9.4% من الأسر كان لديها معيلات من الإناث دون وجود شريك، بينما كانت نسبة 3.3% من الأسر لديها معيلون من الذكور دون وجود شريكة وكانت نسبة 45.5% من غير العائلات. تألفت نسبة 23.9% من أصل جميع الأسر من عدة أفراد يعيشون في نفس المنزل ونسبة 7.5% كانت تتألف من شخص يعيش بمفرده يبلغ من العمر 65 عاماً أو أكثر. وبلغ متوسط حجم الأسرة المعيشية 2.52، أما متوسط حجم العائلات فبلغ 3.07.
بلغ العمر الوسطي للسكان 23.7 عاماً. وكانت نسبة 18.2% من القاطنين تحت سن الثامنة عشر، وكانت نسبة 34.9% بين الثامنة عشر والرابعة والعشرين عاماً، ونسبة 20.8% كانت واقعةً في الفئة العمرية ما بين الخامسة والعشرين والرابعة والأربعين عاماً، ونسبة 16.7% كانت ما بين الخامسة والأربعين والرابعة والستين، ونسبة 9.4% كانت ضمن فئة الخامسة والستين عاماً فما فوق. وتوزع التركيب الجنسي للسكان بنسبة 47.9% ذكور و52.1% إناث.

## الموقع الجغرافي
الموقع الجغرافي للمناطق المحيطة بهذه النقطة هو كالتالي: